# Dr. Mann-Grundig

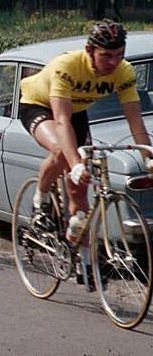
Daniel Van Ryckeghem 1967

Dr. Mann-Grundig war ein belgisches Radsportteam, das von 1960 bis 1970 bestand. Während seines Bestehens wurde das Team zu den westbesten Radsportteams gezählt.

## Geschichte
Das Team wurde 1960 gegründet. 1966 konnte das Team den Interbrand World Cup gewinnen. Nach der Saison 1970 löste sich das Team auf.
Hauptsponsor über den gesamten Zeitraum war ein belgischer Arzneimittelhersteller, welcher von Paula Gemoets geführt wurde. Co-Sponsor war 1960 ein belgischer Radhersteller aus Gent und von 1966 bis 1970 ein deutscher Hersteller von Unterhaltungselektronik.

## Erfolge (Auszug)
1960
- Bordeaux–Paris
- Grand Prix d’Affligem
- Omloop van Oost-Vlaanderen
- Gesamtwertung und zwei Etappen Trois Jours d’Anvers

1961
- Scheldeprijs
- Omloop Mandel-Leie-Schelde Meulebeke
- Oostvlaamse Sluitingsprijs
- Grote Bevrijdingsprijs
- GP Gemeente Kortemark
- GP du Tournaisis
- Hulst-Tessenderlo
- Ronde van Haspengouw

1962
- eine Etappe Tour de Suisse
- eine Etappe Belgien-Rundfahrt
- Grote 1-Mei Prijs
- Omloop Mandel-Leie-Schelde Meulebeke
- Ronde van Haspengouw
- Omloop van de Fruitstreek
- Omloop van West-Brabant

1963
- Belgien-Rundfahrt
- Elfstedenronde
- Omloop van Midden-Vlaanderen
- Grote Prijs Stad Vilvoorde
- De Kustpijl
- Omloop Mandel-Leie-Schelde Meulebeke
- Omloop van Oost-Vlaanderen
- Omloop van Midden-België
- Sint-Elooisprijs
- Schaal Egide Schoeters
- Grote Prijs Raf Jonckheere
- Scheldeprijs
- Grand Prix de la Basse-Sambre
- De Drie Zustersteden
- Grote Prijs Marcel Kint
- Grand Prix d’Orchies

1964
- eine Etappe Dwars door Vlaanderen
- Omloop der Vlaamse Ardennen
- Elfstedenronde
- Omloop van de Fruitstreek
- Grand Prix Pino Cerami
- Grote Prijs Jef Scherens
- Grote 1-Mei Prijs
- eine Etappe Vier Tage von Dünkirchen
- Omloop van Oost-Vlaanderen
- Grand Prix d’Orchies
- Omloop van de Vlasstreek
- Omloop van Limburg

1965
- eine Etappe Tour de Suisse
- zwei Etappen Niederlande-Rundfahrt
- eine Etappe Paris-Nizza
- Omloop van het Waasland
- Omloop van de Fruitstreek
- Antwerpen–Ougrée
- Grote Prijs Jef Scherens
- Polderpijl
- Omloop van Midden-Brabant
- Maaslandse Pijl
- Ronde van Brabant
- Grote Prijs Raf Jonckheere
- Scheldeprijs
- Wingene Koerse
- Circuit des Frontières

1966
- eine Etappe Critérium du Dauphiné
- zwei Etappen Vier Tage von Dünkirchen
- zwei Etappen Tour de Namur
- Gent–Wevelgem
- Omloop der Vlaamse Ardennen
- Grand Prix de Denain
- Ronde van Limburg
- Hoeilaart-Diest-Hoeilaart
- Omloop van Midden-Brabant
- Flèche Hesbignonne
- Flèche Ardennaise
- Halle–Ingooigem
- Omloop van Limburg
- Grote Prijs Jef Scherens
- Grand Prix de Belgique (EZF)
- Grote Prijs Briek Schotte
- Omloop van het Houtland

1967
- eine Etappe Tour de Suisse
- vier Etappen Katalonien-Rundfahrt
- Kuurne–Brüssel–Kuurne
- Dwars door Vlaanderen
- Pfeil von Brabant
- Halle–Ingooigem
- Scheldeprijs
- Sint-Elooisprijs
- Rund um den Henninger-Turm
- zwei Etappen Vier Tage von Dünkirchen
- zwei Etappen Tweedaagse van Bertrix
- Omloop van de Westkust-De Panne
- Flèche Hesbignonne
- Omloop van Midden-België
- Schaal Sels Merksem
- Grand Prix de Fourmies
- Omloop van het Houtland
- GP Zele
- Belgischer Meister – Straßenrennen

1968
- drei Etappen Tour de Suisse
- Lombardei-Rundfahrt
- Omloop Het Nieuwsblad
- Omloop van het Zuidwesten
- Omloop van het Waasland
- Elfstedenronde
- eine Etappe Belgien-Rundfahrt
- Omloop van Limburg
- Omloop Mandel-Leie-Schelde Meulebeke
- Tour du Condroz
- Omloop van Midden-België
- Grote Prijs Briek Schotte
- Kampioenschap van Vlaanderen
- Super Prestige Pernod

1969
- drei Etappen Tour de Suisse
- Paris-Tours
- Pfeil von Brabant
- eine Etappe Belgien-Rundfahrt
- zwei Etappen Vier Tage von Dünkirchen
- Nokere Koerse
- La Flèche Wallonne
- Rund um den Henninger-Turm
- Omloop van Limburg
- Grote 1-Mei Prijs
- eine Etappe Critérium du Dauphiné
- Omloop van Oost-Vlaanderen
- Omloop van Midden-België
- Omloop Vlaamse Scheldeboorden
- Leeuwse Pijl
- GP Baden-Baden
- eine Etappe Tour de Nord
- Circuit des Frontières
- Grand Prix de Fourmies
- Gesamtwertung und zwei Etappen À travers Lausanne
- Grand Prix des Nations
- Trofeo Baracchi
- Niederländischer Meister – Straßenrennen

1970
- eine Etappe Vuelta a España
- Gesamtwertung und eine Etappe Vier Tage von Dünkirchen
- Amstel Gold Race
- Dwars door Vlaanderen
- Omloop van het Zuidwesten
- Elfstedenronde
- E3 Harelbeke
- Pfeil von Brabant
- Grand Prix de Denain
- eine Etappe Belgien-Rundfahrt
- zwei Etappen Critérium du Dauphiné
- eine Etappe Luxemburg-Rundfahrt
- Bordeaux–Paris
- Grote Prijs Marcel Kint
- Nationale Sluitingsprijs
- Grand Prix des Nations

## Wichtige Platzierungen
| Grand Tour            | 1966 | 1967 | 1968 | 1969 | 1970 |
| --------------------- | ---- | ---- | ---- | ---- | ---- |
| Vuelta a EspañaVuelta | –    | –    | –    | –    | 3    |
| Giro d’ItaliaGiro     | 17   | –    | –    | –    | –    |
| Tour de FranceTour    | 6    | -    | -    | 18   | 10   |

| Monument                 | 1960 | 1961 | 1962 | 1963 | 1964 | 1965 | 1966 | 1967 | 1968 | 1969 | 1970 |
| ------------------------ | ---- | ---- | ---- | ---- | ---- | ---- | ---- | ---- | ---- | ---- | ---- |
| Mailand–Sanremo          | 49   | 58   | –    | –    | 59   | –    | 3    | 26   | 14   | 10   | 11   |
| Flandern-Rundfahrt       | 10   | 15   | 3    | 15   | 7    | 12   | 7    | 8    | 4    | 15   | 9    |
| Paris–Roubaix            | 23   | 2    | 32   | 17   | 39   | 5    | 5    | 18   | 2    | 16   | –    |
| Lüttich–Bastogne–Lüttich | 10   | 9    | 10   | 13   | 7    | 4    | 3    | 7    | 5    | 9    | 5    |
| Lombardei-Rundfahrt      | –    | –    | –    | –    | –    | –    | 15   | –    | 1    | 2    | 5    |

## Bekannte Fahrer
- Marcel Janssens (1960–1961)
- Wim van Est (1962–1964)
- Peter Post (1963)
- André Noyelle (1964–1966)
- Herman Van Springel (1965–1970)
- Willy Van Neste (1966–1970)
- Roger Rosiers (1967–1969)
- Georges Pintens (1968–1970)